# 植彌加藤造園
植彌加藤造園（うえやかとうぞうえん）は、京都府京都市にある造園会社である。
技術士1名（建設部門）、樹木医2名、1級造園施工管理技士26名他を含み、作庭、庭園の維持管理、緑化・自然配植、造園附属工作物の施工といった造園工事全般に加え、公共公園の指定管理者業務も行う。

## 沿革
- 1848年（嘉永元年） 初代加藤吉兵衛が南禅寺の御用庭師となり、爾来造園業を家業とし、同寺を中心に活動する。
- 嘉永〜明治中期　（2〜3代目）吉兵衛の名で、代々家業の造園業を継承。
- 明治中期〜大正 加藤彌三郎（4代目）が南禅寺界隈で活躍。
- 昭和初期〜 加藤次郎（5代目）が南禅寺界隈で活躍。
- 1938年（昭和13年） 国家総動員により規模縮小。
- 1946年（昭和21年） 終戦により家業を再開。
- 1966年（昭和41年） 南禅寺小方丈庭園を作庭。
- 1967年（昭和42年） 同寺六道庭を作庭。
- 1983年（昭和58年） 加藤彌寿雄（6代目）が同寺華厳庭を作庭。
- 1987年（昭和62年）株式会社として法人化。
- 平成初期〜 加藤大貴（7代目）が代表取締役に就任。
- 1995年（平成07年） 特定建設業の許可を得る[2]。
- 1998年（平成10年） 増資（2010万円から4260万円へ）。
- 1999年（平成11年） 全官公庁の指定格付けがAランクとなる。
- 2000年（平成12年） 1級造園施工管理技士数が20名を超える。
- 2000年（平成14年） IS09001認証取得。
- 2003年（平成15年） 加藤友規（8代目）が代表取締役に就任し、造園サービス部門の強化を提唱。
- 2007年（平成17年） 南禅寺界隈別荘庭園の各所にて造園サービス部門を展開。
- 2006年（平成18年） 共同企業体により（2009年より単独）、けいはんな記念公園の指定管理者となる[3]。
- 2007年（平成19年） KES認証取得。
- 2013年（平成25年） 本社移転。
- 2016年（平成28年） 無鄰菴庭園・岩倉具視幽棲旧宅の指定管理者として受託運営開始。